# Eparchia di San Pietroburgo

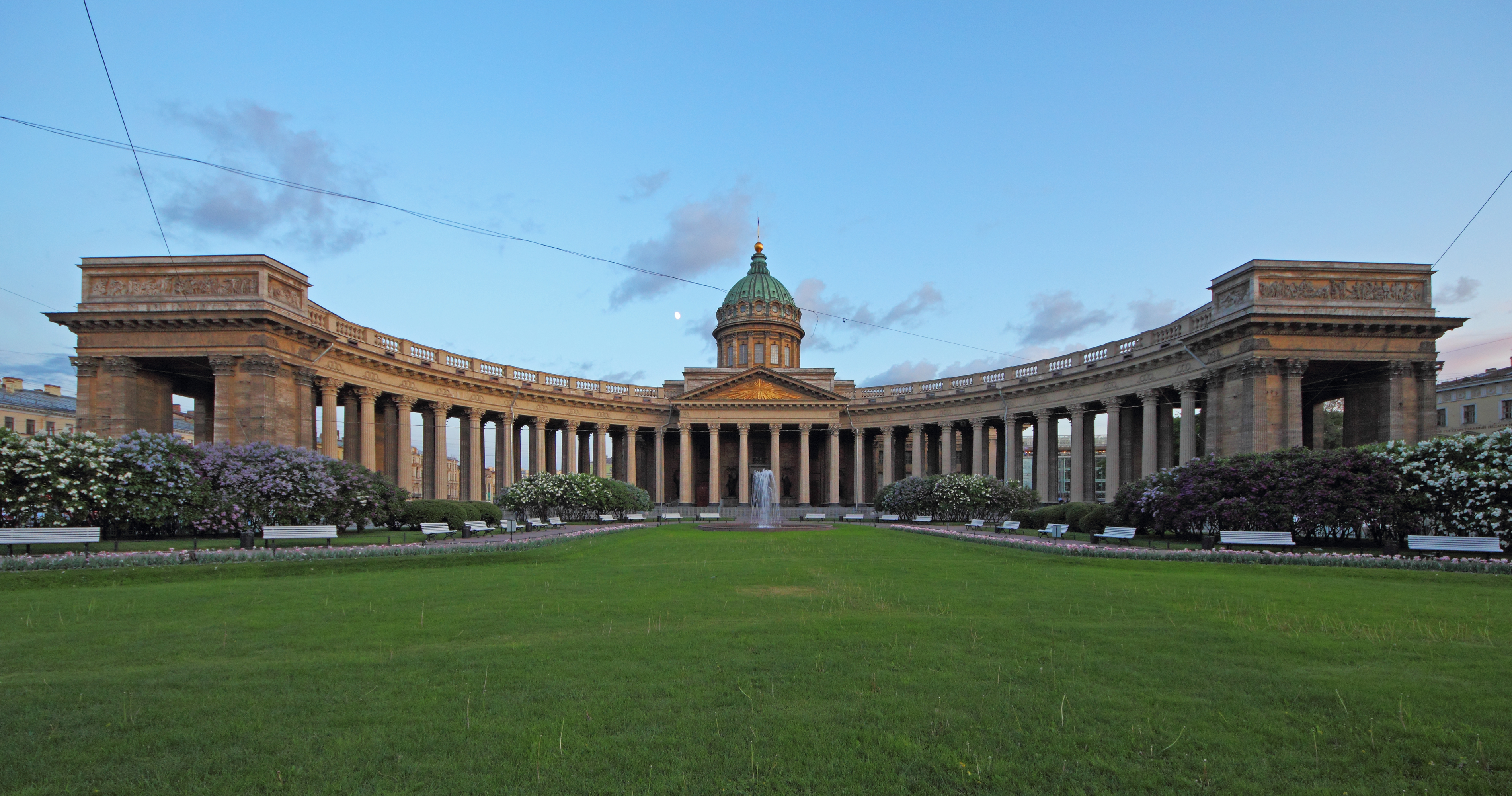
La cattedrale della Madonna di Kazan' di San Pietroburgo.

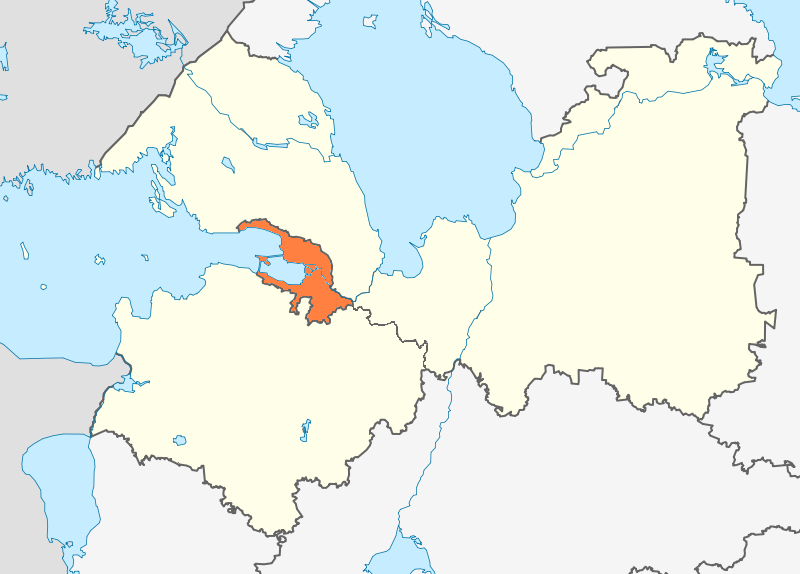
Mappa dell'eparchia.

L'eparchia di San Pietroburgo (in russo Санкт-Петербургская епархия?) è una diocesi della Chiesa ortodossa russa, appartenente alla metropolia di San Pietroburgo.

## Territorio
L'eparchia comprende le città di San Pietroburgo, Novaja Ladoga e Staraya Ladoga nell'oblast' di Leningrado nel circondario federale nordoccidentale.
Sede eparchiale è la città di San Pietroburgo, dove si trova la cattedrale della Madonna di Kazan'.
L'eparca ha il titolo ufficiale di «metropolita di San Pietroburgo e Ladoga».

## Storia
L'eparchia fu eretta il 12 settembre 1742. Nel corso della sua storia fu più volte unita e separata dall'eparchia di Novgorod. L'ultima separazione avvenne il 20 luglio 1990, quando fu restaurata l'eparchia di Novgorod.
Nel 1865 furono separate le parrocchie dell'Estonia, annesse all'eparchia di Tallinn, e nel 1892 quelle della Finlandia annesse all’eparchia di Vyborg.
Il 12 marzo 2013, su richiesta del metropolita ha ceduto porzioni del proprio territorio a vantaggio dell'erezione di tre nuove eparchie: Vyborg, Gatčina e Tichvin, e contestualmente è entrata a far parte della metropolia di San Pietroburgo.